# Transport ferroviaire en Grèce
 (octobre 2022).
Plan
Le transport ferroviaire en Grèce est constitué d'un réseau ferroviaire national à écartement normal (1 435 mm) ainsi qu'un réseau à écartement métrique (1 000 mm), une ligne 750 mm à crémaillère et une ligne à 600 mm.
Le transport ferroviaire hellène commence en 1869, avec l'ouverture de la première ligne entre Athènes et le port du Pirée (aujourd'hui intégrée dans le métro d'Athènes, deuxième plus ancien métro du monde après celui de Londres).
Durant tout le XIXe siècle et la Belle Époque, les lignes ferroviaires sont exploitées par différentes compagnies privées, sur le modèle courant de l'époque (comme ce fut le cas de la France jusqu'en 1938 avec la création de la SNCF) : les Chemins de fer Orientaux, la Jonction Salonique-Constantinople (abrégée JSC), le Chemin de Fer Franco-Hellénique, les Chemins de fer de Thessalie (de), ainsi que d'autres compagnies plus mineures.
En 1920, l'ensemble du réseau ferroviaire est placé sous le contrôle de l'État avec la constitution d'un organisme public : les Chemins de fer d'État helléniques (en) (Σιδηρόδρομοι Ελληνικού Κράτους, Sidirodromi Ellinikou Kratous ; Σ.Ε.Κ.). Des extensions ont lieu durant l'entre-deux-guerres avec la construction de nouvelles lignes en Grèce-Centrale. Fortement endommagés par la Seconde Guerre mondiale puis par la guerre civile grecque, les chemins de fer sont modernisés durant la Reconstruction et leur extension continue. En 1971, les Chemins de fer d'État helléniques (en) deviennent l'Organismós Sidirodrómon Elládos, Organisme des Chemins de Fer Helléniques. Dans le cadre des directives de l'Union européenne, l'O.S.E. a été divisé en plusieurs sociétés : une gestionnaire de l'infrastructure (ΕΔΙΣΥ Α.Ε.), une société chargée de l'exploitation des services voyageurs, fret, transport routier du réseau (TrainOSE), sauf de la région athénienne (Προαστιακός) ainsi qu'une société chargée des projets d'extension du réseau et une autre chargée de gérer le patrimoine ferroviaire. La division de l'O.S.E. est similaire à celle imposée en France à SNCF (services divisés en plusieurs branches).

## Histoire

### Grèce antique
S'il est anachronique de dire que les chemins de fer sont nés durant la Grèce antique, on y trouve cependant les prémices. Il existait des « chemins guidés » dallés [en grec ancien : δίολκος, de διά (dia) « à travers » et ὁλκός (holkós) « portage »] qui permettaient aux navires de traverser l'isthme de Corinthe par voie terrestre. La chaussée pavée, qui devait s'étendre sur 6 à 8 kilomètres, comportait des rainures parallèles dans lesquelles pouvaient s'insérer des roues de bers roulants,. Elle fut exploitée de 600 avant notre ère jusqu'au Ier siècle. Ce système s'est perpétué à l'époque byzantine avant d'aboutir au chemin de fer moderne.

### Les débuts (1868-1919)

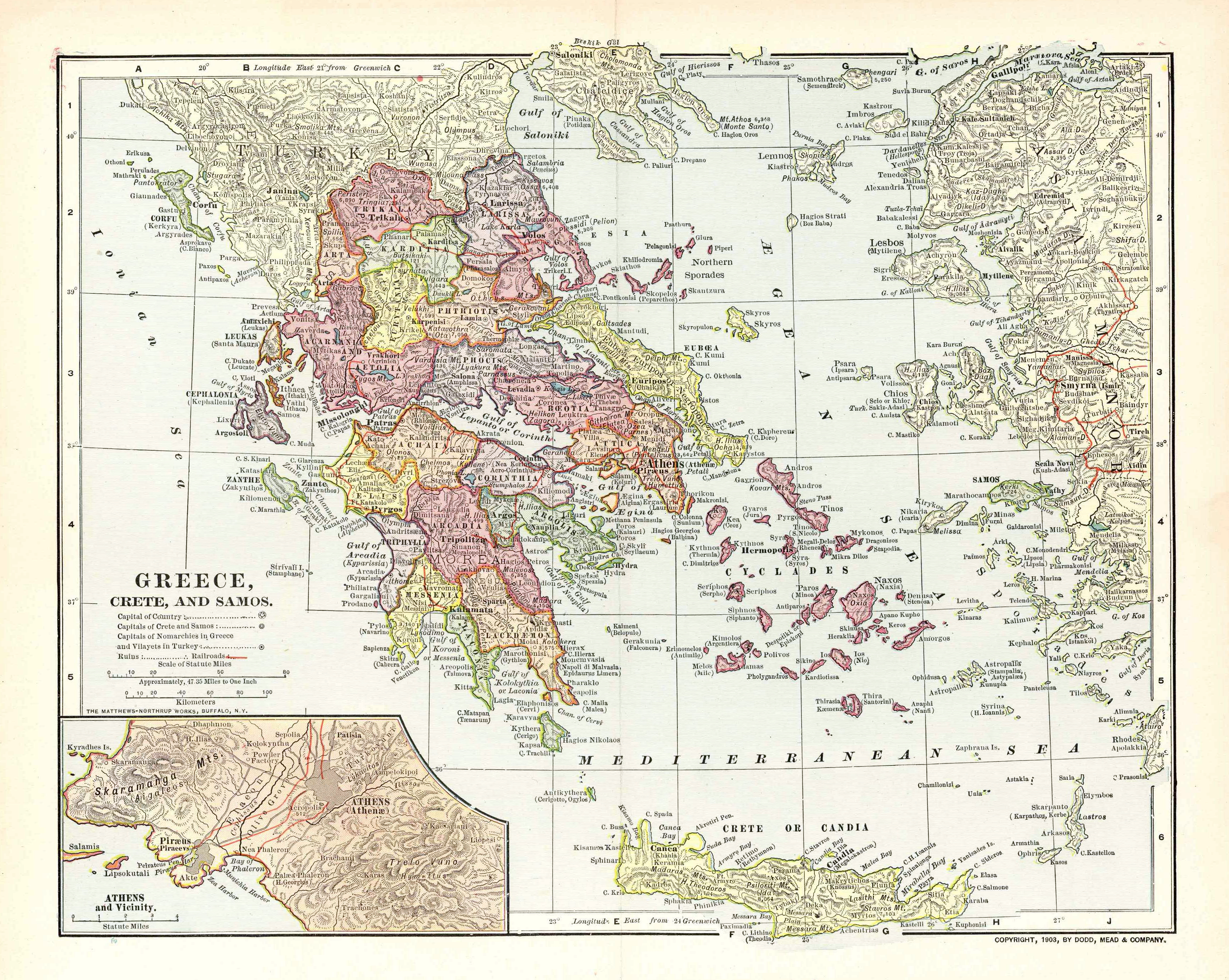
Carte du royaume de Grèce en 1903 montrant les principales lignes de chemins de fer.

L'indépendance de la Grèce en 1830 coïncide avec l'apparition du chemin de fer. En 1835, les premiers plans sont élaborés pour construire une ligne ferroviaire entre le port du Pirée et Athènes. Vingt-deux ans plus tard, en 1857, un contrat est passé avec la Société de construction des Batignolles. En 1869, la ligne est terminée pour une longueur de 8, 8 kilomètres.
La Grèce du XIXe siècle est un pays très rural dont l'économie repose essentiellement sur l'agriculture. Il y a peu d'industries et seulement quelques routes, ce qui pousse le gouvernement à développer le chemin de fer pour pallier les problèmes de communications. En 1881, le Premier Ministre Alexandros Koumoundouros signe quatre contrats qui font du pays le point pivot entre les lignes ferroviaires d'Europe et d'Asie. L'année suivante, le nouveau Premier Ministre Charílaos Trikoúpis annule ces contrats et les remplace par des lignes concentrées sur une desserte nationale et non internationale, considérant que ce n'est pas la priorité. Il imagine une ligne faisant le tour du Péloponnèse, avec une autre qui relierait la péninsule à la Thessalie, le port de Vólos et l'Attique. Ce projet prend 25 ans pour être achevé, soit 5 ans de plus que prévu par Trikoúpis. Le projet de ligne entre Athènes et Salonique (en) est achevé dans les années 1880. En 1909, la Grèce compte 1 606 kilomètres de lignes ferroviaires. Ces projets de désenclavement internes n'empêchent cependant pas le royaume de Grèce d'être relié au reste du continent européen, notamment par l'Orient-Express depuis 1883 via Salonique, le Direct-Orient-Express pour Athènes depuis les grandes capitales Londres, Paris, Vienne et Budapest, mais aussi le rapide Parthénon-Paris-Brindisi-Maritime avec correspondance par bateau à Patras.
À la veille des Jeux olympiques de 1896, la ville-hôte d'Athènes est alors bien connectée à l'ensemble des grandes métropoles du pays : Salonique depuis le début des années 1880, Éleusis en 1884, Corinthe depuis 1885, Kalambaka via Velestíno en 1886 et inauguré en grande pompe par le roi Georges Ier. Plusieurs lignes régionales sont construites : des lignes entre Argos et Nauplie, Pyrgos et Olympie, Asprochoma (en) et Messini permettent de désenclaver ces régions.

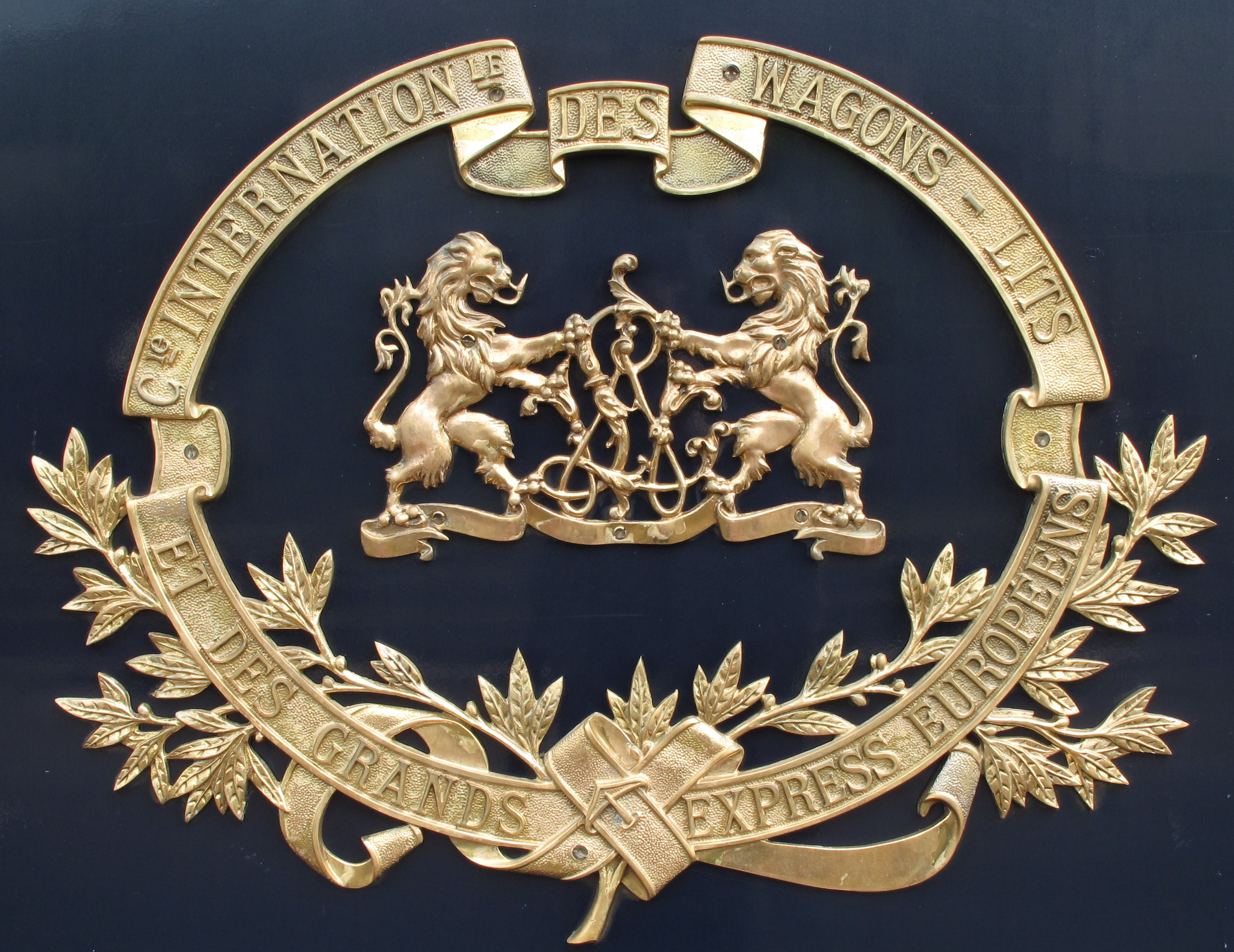
L'Orient-Express desservait Thessalonique et une liaison directe reliait Athènes aux grandes métropoles européennes comme Vienne, Paris et Londres.

À la veille des guerres balkaniques et de la Première Guerre mondiale, la Grèce compte plusieurs compagnies ferroviaires privées :
- Chemins de fer du Pirée aux Frontières (Σιδηρόδρομος Πειραιώς-Δεμερλή-Συνόρων),
- Chemins de fer de Thessalonique à Monastir (alors encore dans l'Empire ottoman),
- Chemins de fer Orientaux,
- Jonction Salonique-Constantinople,
- Chemin de fer de la Macédoine (Τοπικοί Σιδηρόδρομοι Μακεδονίας),
- Chemins de fer de Thessalie (en) (Σιδηρόδρομοι Θεσσαλίας),
- Chemins de fer du Pirée-Athènes-Péloponnèse (en) (Σιδηρόδρομοι Πειραιώς-Αθηνών-Πελοποννήσου abrégé Σ.Π.Α.Π),
- Chemin de fer de l'Attique (en),
- Compagnie du Chemin de Fer franco-hellénique.

### Première Guerre mondiale
Durant la Première Guerre mondiale, après la défaite des Serbes, le nord de la Macédoine est occupée par les Allemands et les Bulgares, tandis que les Français et les Britanniques se sont repliés en Macédoine Orientale non loin de Salonique. Les chemins de fer jouent un rôle important durant l'expédition de Salonique et permettent un transport conséquent de marchandises mais aussi de soldats. Une ligne longue de 66 kilomètres est construite par l'armée britannique entre Stavrós et Oraiokastro. Elle est intégrée en 1921 au réseau national. L'armée française construit quant à elle une ligne entre 1917 et 1918 pour relier Polykastro à Guevgueliya (Chemins de fer Kodza Déré Decauville (en)). Cette ligne permet d'expédier les soldats sur le front, notamment lors de la bataille de Skra-di-Legen.

### Entre-deux-guerres
En 1920, les Chemins de fer d'État helléniques (en) (Σιδηρόδρομοι Ελληνικού Κράτους, Sidirodromi Ellinikou Kratous ; Σ.Ε.Κ.) deviennent le principal gestionnaire du chemin de fer en Grèce : des compagnies importantes, comme les Chemins de fer du Pirée-Athènes-Péloponnèse (en) sont reprivatisés en 1922. En 1962, ils sont de nouveau nationalisés et intégrés au réseau national.
En 1929, sous l'égide de la S. P. A. P. (Σ.Π.Α.Π), des extensions de réseau ont lieu dans la périphérie d'Athènes, extensions qui sont par la suite intégrées dans le Métro d'Athènes.

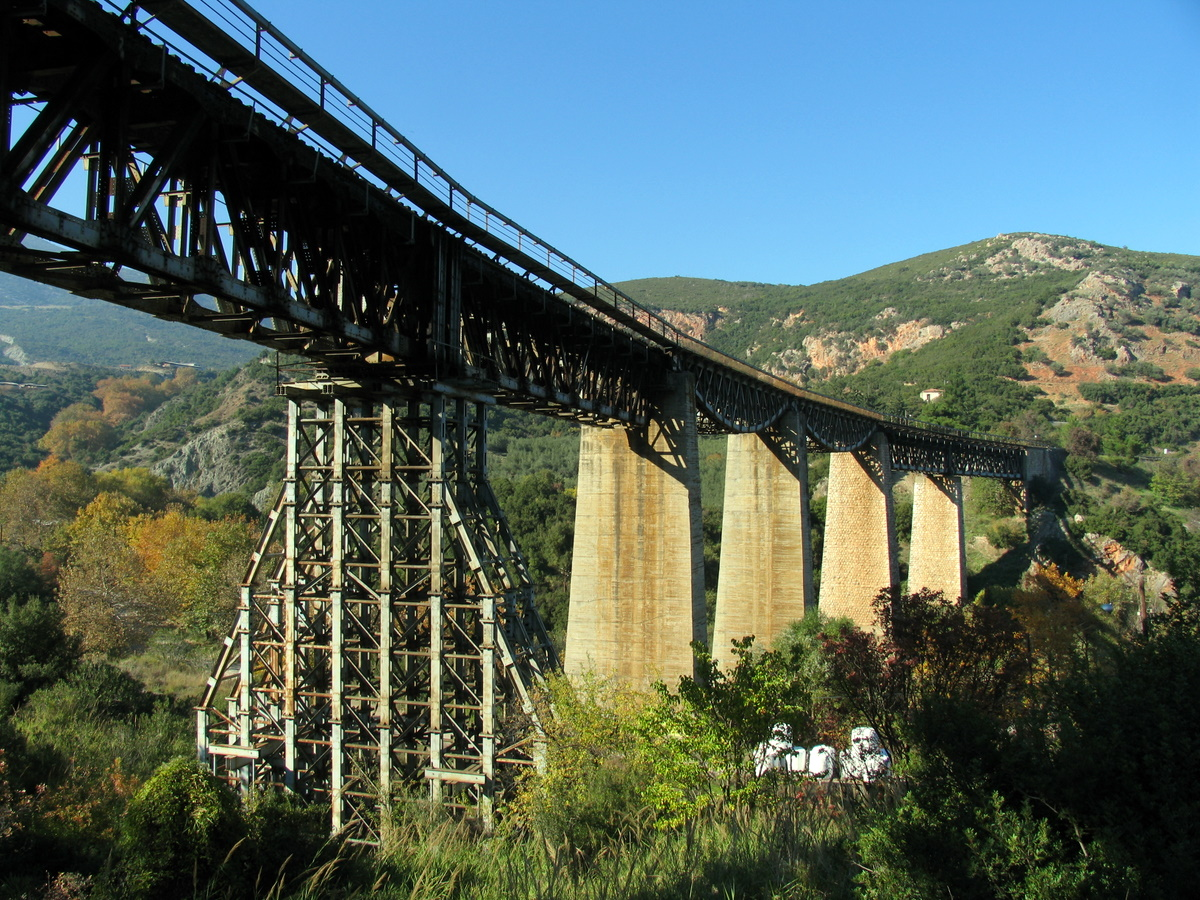
Le viaduc ferroviaire du Gorgopotamos fut partiellement détruit pendant la Seconde Guerre mondiale par la Résistance.

### Seconde Guerre mondiale
Le réseau ferroviaire grec est lourdement affecté par les combats et les affrontements entre occupants allemands, bulgares et italiens et résistants. Le 25 novembre 1942, 150 résistants grecs, assistés par un groupe d'officiers du Special Operations Executive sous la direction d'Edmund Myers, font sauter le viaduc de chemin de fer sur la rivière Gorgopotamos lors de l'Opération Harling (en) pour couper la liaison ferroviaire entre Athènes et Thessalonique (en) que les soldats allemands exploitaient. L'explosion détruisit deux des six piles du pont. Le viaduc est reconstruit par des poutres en acier dans les années 1950.

### Reconstruction
Les chemins de fer grecs sont dans un état catastrophique au sortir de deux conflits meurtriers, la Seconde Guerre mondiale et la guerre civile grecque.
À partir des années 1950 et 1960, la Grèce se reconstruit et se modernise considérablement, forte d'une croissance de près de 7 %. Comme dans beaucoup d'autres pays, le réseau ferroviaire souffre de la concurrence de la voiture et du transport aérien. L'organisation des villes est repensée en fonction de ces nouveaux moyens de locomotion au détriment du rail. Plusieurs gares sont ainsi fermées, comme la gare de Kalamata, qui a été remplacée par un aéroport. L'augmentation du tourisme contribue également à l'augmentation du trafic aérien.

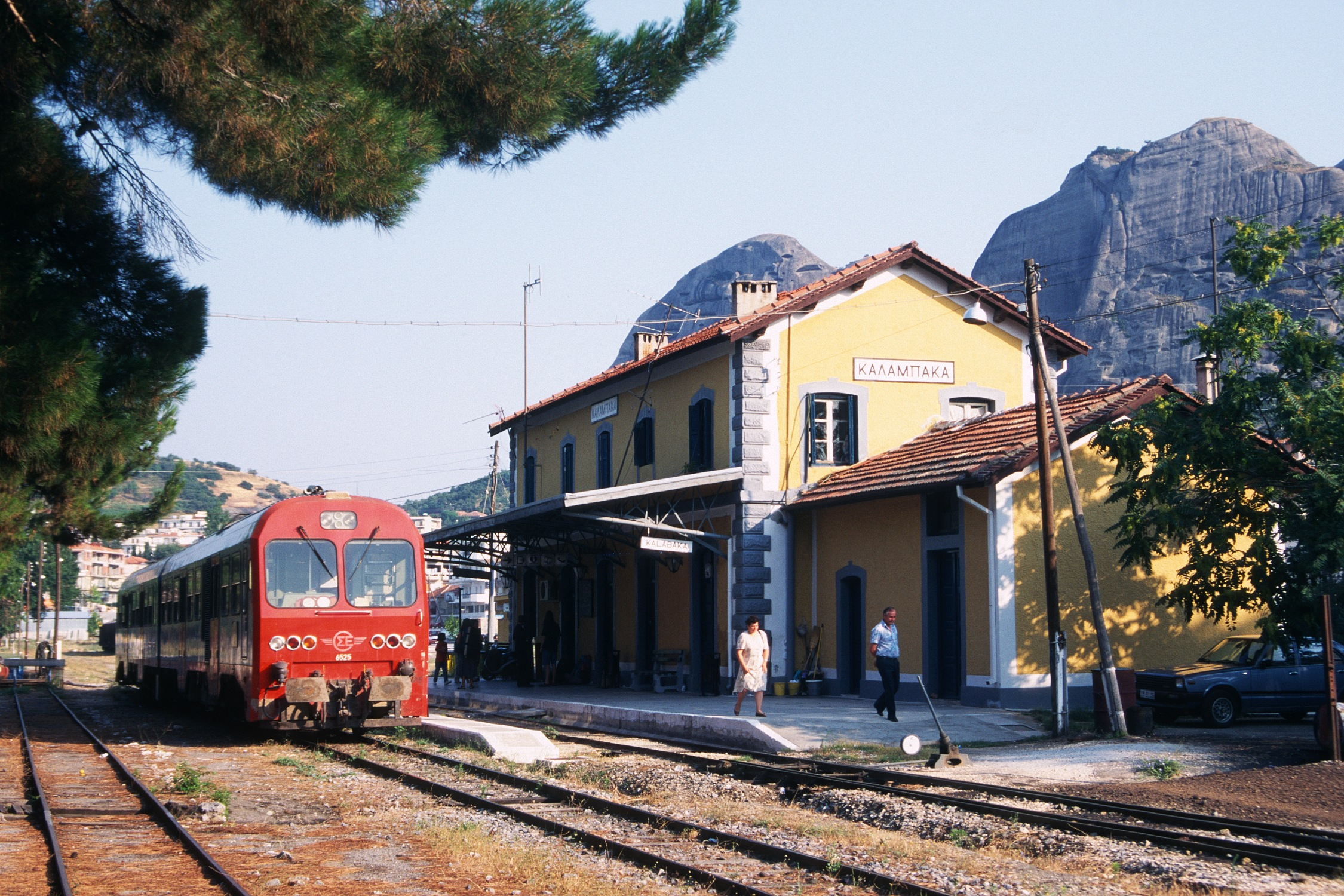
La gare de Kalambaka fut ouverte en 1885 par les Chemins de Fer de Thessalie. Photo de la gare dans les années 1980.

### Gestion du réseau par l'Organismós Sidirodrómon Elládos depuis 1971

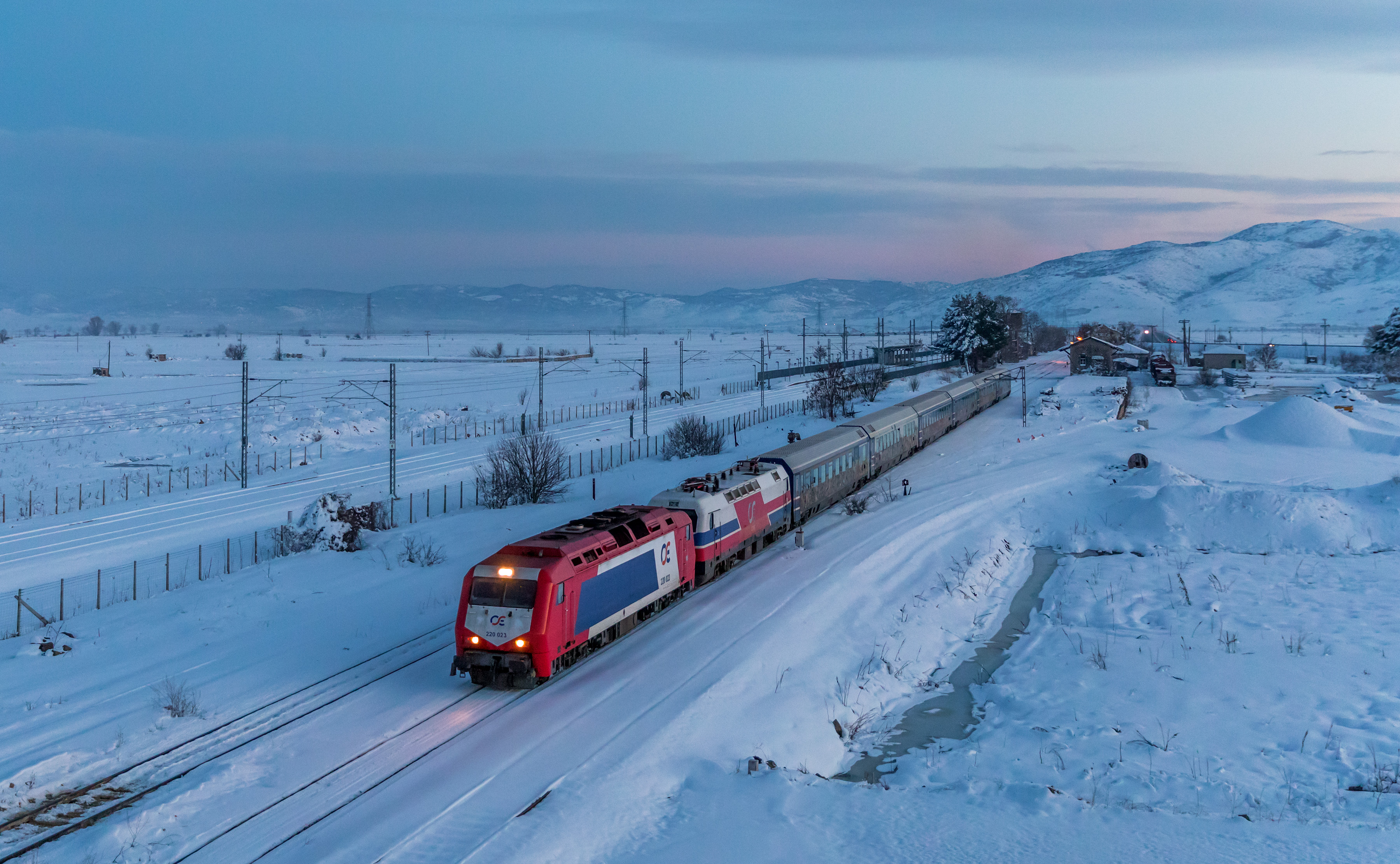
Sur la ligne du Pirée à la Tessalonique (voir Σιδηροδρομική γραμμή Πειραιά-Θεσσαλονίκης). Janvier 2019.

Le 1er janvier 1971, l'Organismós Sidirodrómon Elládos (Organisme des Chemins de Fer de la Grèce) remplace les Chemins de fer d'État helléniques (en). Le réseau ferroviaire est modernisé, notamment la ligne entre Athènes et Thessalonique (en) qui devient une ligne à grande vitesse. Également, le réseau suburbain est développé avec la mise en place du Proastiakós (en grec moderne : Προαστιακός, « train de banlieue ») à Athènes, Thessalonique et, depuis 2010, Patras. La construction du métro à Athènes et à Thessalonique complète le réseau ferroviaire.
Aujourd'hui, le réseau couvrant environ 2 550 km, relié aux réseaux européens de l'ancienne République Yougoslave de Macédoine, de la Bulgarie et de la Turquie, s'articule autour de trois grandes lignes nationales :
- Athènes - Thessalonique - Ormenio (d'Athènes au nord-est) ;
- Athènes - Péloponnèse par Corinthe (d'Athènes au sud et ouest) avec correspondance de bateau vers l'Italie et de là par train vers la France.
- Thessalonique - Flórina (du nord-est au nord-ouest)[6].

Un accident tue 57 personnes le 28 février 2023. Le gouvernement grec reconnait par la suite « des faiblesses chroniques » dans le système ferroviaire grec. « Les retards [pris dans la modernisation des chemins de fer] trouvent leur origine dans les pathologies chroniques du secteur public grec, dans des décennies de faiblesse ».
Certains y voient le résultat de la vétusté d’un réseau ferroviaire délaissé depuis des décennies, surtout après la crise économique (2010-2018) et les mesures d’austérité qui ont conduit, en 2017, à la privatisation de la compagnie grecque de chemins de fer, Trainose, devenue Hellenic Train.

## Opérateur

Ancien logo de l'Organismós Sidirodrómon Elládos.

L'Organismós Sidirodrómon Elládos, organisme public, dispose du monopole de l'activité ferroviaire en Grèce. Toutefois, les directives européennes et la crise de la dette publique ont conduit le gouvernement à restreindre l'activité des petites lignes jugées moins rentables.
Le 1er janvier 2011, en raison de la crise financière, tous les trains internationaux sont supprimés en bloc. Toutefois, cette décision, très contestée, est remise en cause quelques jours après son application. Les principaux trains pour l'étranger repartent progressivement. Mais ils sont de nouveau arrêtés, isolant complètement le pays du reste du continent européen. La circulation d'un unique service de désenclavement - un express Belgrade-Thessalonique - a été annoncée puis démentie. À l'été 2012, une liaison internationale bien modeste, hebdomadaire et limitée au parcours Skopje-Thessalonique, est relancée. Depuis 2014, une liaison Belgrade-Athènes avec des correspondances de et vers les grandes capitales européennes, est quotidiennement exploitée. Face aux difficultés, le gouvernement souhaite toutefois vendre les Chemins de fer grecs et la Chine, comme la France, vient d'offrir ses services pour en reprendre rapidement l'exploitation.
Depuis 2017 c'est le groupe italien FS (FS Italiane) qui gère le réseau grec.